# 飓风迪安的气象历史
强烈的东风波在2007年8月中旬离开非洲西海岸进入北大西洋，拉开飓风迪安的气象历史序幕。东风波起初遭遇强烈的东向风切变，但快速进入适合热带气旋发展的环境后还是迅速组织，美国国家飓风中心8月13日早上将位于小安的列斯群岛以东超过2400公里海域的天气系统归入热带低气压。
系统因北面的深层高压脊转向西进并迅速进入加勒比地区温暖水域。8月14日，低气压有所增强并升级热带风暴，美国国家飓风中心以“迪安”命名。8月16日风暴已达飓风标准。飓风迪安在向西穿越小安的列斯群岛的过程中继续强化，一度在加勒比海中爆发性增强至萨菲尔-辛普森飓风等级下的五级飓风强度。接下来飓风略有减弱，于8月19日以四级飓风强度在牙买加南部海岸掠过后继续朝尤卡坦半岛水温更高的洋面进发。加勒比海西部的有利条件让风暴得以在次日再度强化并达到五级飓风标准，然后在金塔纳罗奥州登陆。
飓风迪安是2007年大西洋飓风季期间以五级强度登陆过的两场风暴之一，并且与飓风卡米尔和飓风米奇一起并列成为有纪录以来第七强烈的大西洋飓风。首次登陆后，飓风迪安在穿过尤卡坦半岛的过程中减弱，然后进入了坎佩切湾。由于该海湾内水温较高，风暴再度短暂加强，又在韦拉克鲁斯州实现二度登陆。之后迪安朝西北方向移动，逐渐减弱成残留低气压，最终在美国西南部上空消散。

## 形成

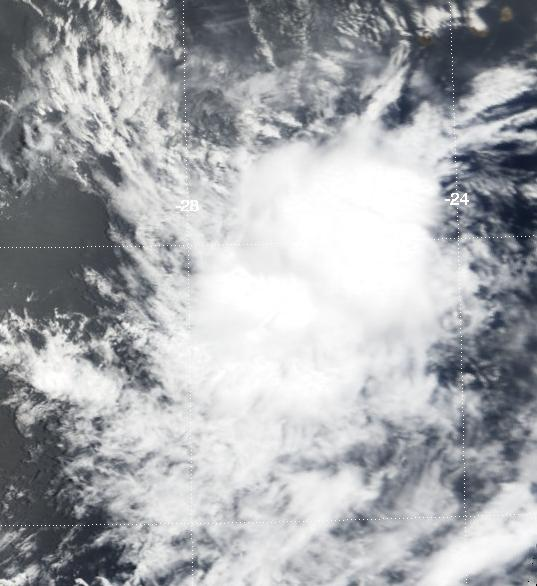
这张卫星图像上的低气压最终将发展成飓风迪安，摄于协调世界时2007年8月12日中午12点45分。

2007年8月11日，一股强烈的东风波离开西非海岸，产生了杂乱无章的阵雨和雷暴。由于外界环境有利，东风波逐渐获得发展，于8月12日成为一股低气压。强烈的上层东向风切变减弱了低气压的发展速度，但到了8月13日，东风波的组织性已明显改善，美国国家飓风中心因此将其归类为“第四号热带低气压”，其时系统位于佛得角西南偏西方向约835公里洋面。
低气压的西侧环流已经呈现出有深层对流持续存在。系统快速西进，位于一个深层高压脊的南面，逐渐远离了减慢其发展速度的风切变，进入水温较高的海域上空。到了协调世界时8月14日下午15点，美国国家飓风中心将低气压升级为热带风暴，并以“迪恩”命名，这时风暴距其西面的巴巴多斯仍有2300公里。当天下午，虽然风暴的对流略有消退，但其强度仍在增大，当晚中心的对流也出现爆发。虽然风暴北面有干燥冷空气延缓结构的发展，但8月15日时系统中还是开始有不规则的雨带形成。到了上午风暴中已经有带眼形成，并在次日早上发展成一个完整的风眼。UTC8月16日上午9点，美国国家飓风中心将位于巴巴多斯以东约890公里的风暴升级成飓风迪安。
北面强烈的高压脊继续迫使迪安向西面的加勒比海行进。16日下午，对流带和不断增多的上层外流将风暴增强为二级飓风。风眼在一夜之间曾短暂消失，这可能是昼夜波动变化的一部分，但在8月17日早上又得以重新出现。

## 加勒比海和首度登陆
8月17日上午9点30分，飓风迪安的中心通过马提尼克和圣卢西亚之间的圣卢西亚海峡进入加勒比海。飓风北面的风眼墙经过马提尼克上空，该省首府法兰西堡的一个气象站报告了高达330毫米的降雨量。进入加勒比海后风眼墙已经闭合，形成清晰的风眼，由于由于所处环境风切变较少，海面温度不断提高，飓风开始迅速强化。8月17日晚上，迪安已经达到三级飓风强度。卫星图像显示，小安的列斯群岛上空保持着许多弧形气旋对流带，还有一个非常清晰的风眼。当晚还有一架飓风猎人侦察机对飓风执行了侦察任务，发现迪安已经增强为四级飓风，并且在8月18日早上6点时，风暴已经首次达到了五级飓风强度，风速每小时270公里。随着风暴的强度和规模不断增加，各个象限的的风速半径也相应扩大。到了8月18日早上8点，飓风迪安直接在美国国家海洋和大气管理局第42059号海上浮标上空经过，测得的平均海水面（最高三分之一海浪的平均高度）达十米高。8月18日，飓风发展出双层风眼墙，表明迪安正在进行眼墙置换周期，风暴因此减弱成四级飓风，强度上开始出现短期波动。当天下午，飓风的外流结构继续改善，众多的螺旋带也令其卫星图像非常清晰。8月19日清晨，迪安的眼墙置换周期完成，并伴随有一些旋转式的摆动。

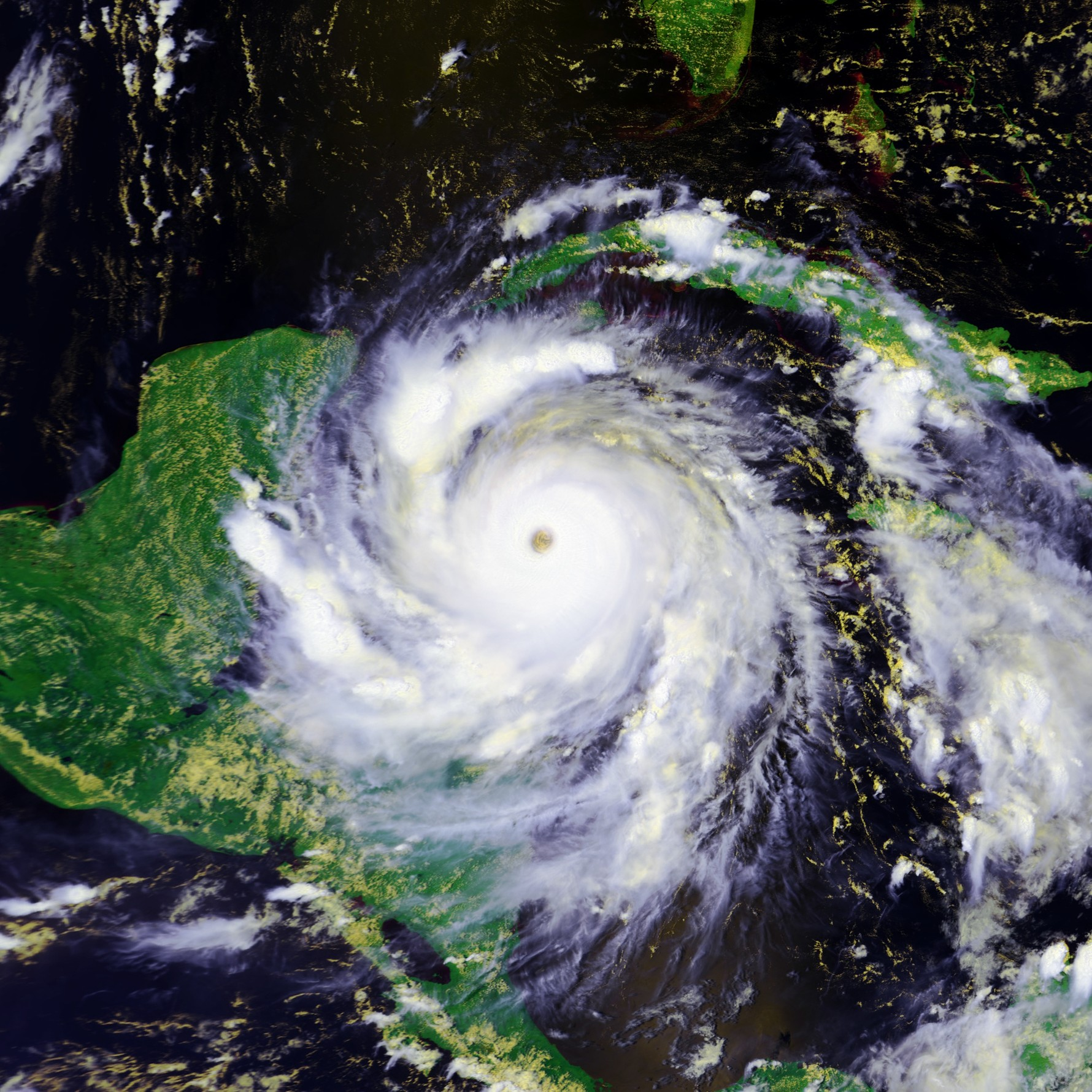
UTC8月20日下午18点41分左右，飓风迪安达到四级强度，这时距其登陆还有14个小时。

8月19日早上，风暴与其最高强度相比只有小幅减弱。迪安的中心从海地以南约150公里海域经过，这时其风速在每小时220公里到230公里之间，达到四级飓风强度，并于当晚从牙买加以南仅40公里洋面经过。牙买加分别位于莫兰特贝和英格尔赛德（Ingleside）的两个气象站都报告了高达330毫米的降雨量，然而位于海地莱凯的气象站却只记录到了30毫米降水。
| 最强烈的大西洋飓风     | 最强烈的大西洋飓风 | 最强烈的大西洋飓风 | 最强烈的大西洋飓风 | 最强烈的大西洋飓风 |
| 排名                   | 飓风               | 飓风季             | 气压               | 气压               |
| 排名                   | 飓风               | 飓风季             | 百帕               | 英寸汞柱           |
| ---------------------- | ------------------ | ------------------ | ------------------ | ------------------ |
| 1                      | 威尔玛             | 2005               | 882                | 26.05              |
| 2                      | 吉爾伯特           | 1988               | 888                | 26.23              |
| 3                      | “劳动节”           | 1935               | 892                | 26.34              |
| 4                      | 丽塔               | 2005               | 895                | 26.43              |
| 5                      | 米尔顿             | 2024               | 897                | 26.50              |
| 6                      | 艾倫               | 1980               | 899                | 26.55              |
| 7                      | 卡米尔             | 1969               | 900                | 26.58              |
| 8                      | 卡特里娜           | 2005               | 902                | 26.64              |
| 9                      | 米奇               | 1998               | 905                | 26.73              |
| 9                      | 迪安               | 2007               | 905                | 26.73              |
| 来源：大西洋飓风数据库 |                    |                    |                    |                    |

8月19日夜间，飓风迪安再次得到加强并形成了紧密的单层风眼，表明已经完成的眼壁更换周期不但没有削弱，反而强化了风暴。8月20日凌晨1点，风暴在第42056号海上浮标以南190公里处经过，浮标记录下的平均海水面有11米高。8月20日早上，风暴中再度出现了同心风眼壁，但持续的时间很短。外界环境中的风切变很少，迪安继续向西行进，进入温度越来越高的水域，风暴也呈现出经典的上层对流层外流格局。美国东南部上空的高压系统仍在继续迫使风暴向西面的尤卡坦半岛逼近。这天，风眼墙变得更加层次分明。顶端的云层冷却下来，中心最低气压下降，其风速也增大到每小时260公里，再一次达到五级飓风标准。这时距其首度登陆的位置还有不到335公里。
虽然许多对流带已经进入尤卡坦半岛上空，但迪安仍在继续强化直至风眼登陆时止。随着风眼从科斯塔玛雅（Costa Maya）地区小镇玛哈瓦（Majahual）附近进入墨西哥上空，美国国家飓风中心估计风暴的表层风速达到每小时280公里，迪安因此成为继1992年的飓风安德鲁以来第一个以五级强度登陆的大西洋飓风。与此同时，飓风风眼内一个投落送测得的数据表明其中心气压估计低至905毫巴（百帕，26.72英寸汞柱），令迪安成为继1935年劳动节飓风和1988年的颶風吉爾伯特以来登陆过的最强烈大西洋风暴，并且和飓风卡米尔与飓风米奇一起并列成为有纪录以来第七强烈的大西洋飓风。迪安的登陆时间是8月21日上午9点，地点在墨西哥金塔纳罗奥州人口稀少的科斯塔玛雅地区，地理坐标18.7 N 87.8 W附近，带去了高达3.7至5.5米的风暴潮。该州首府切图马尔的一个气象站报告飓风登陆期间的降雨量达到170毫米。正如气象部门预计的那些，登陆令迪安大幅减弱，风眼消失，顶端云层也有所回暖。陆地严重破坏了风暴的组织性，到迪安穿过尤卡坦半岛时已经削弱到只有一级飓风强度。

## 墨西哥湾和消亡
8月21日下午，飓风迪安以一级飓风强度进入坎佩切湾，其内核结构已受到大幅扰乱，因此海湾内的温暖海面温度虽说令其再度形成了一个不规则的风眼，但飓风在结构上已经无法支持之前曾达到过的强度。尽管如此，事实证明温暖的水流还是有利于风暴得到一定程度的强化，风眼也在夜间收缩，表明飓风的结构正在恢复。由于风速回升到了每小时160公里，结构上也有所改善，美国国家飓风中心将风暴重新归类为二级飓风。
风暴仍在继续增强，直到于8月22日下午16点30分在韦拉克鲁斯州东海岸小镇特科卢特拉（Tecolutla）附近实现第二次，也是最后一次登陆，登陆点位于图斯潘东南偏南方向约65公里，古蒂埃雷斯萨莫拉（Gutiérrez Zamora）东侧。圣路易斯波托西州小镇里奎特姆（Requetemu）的一个气象站在飓风第二次登陆期间记录到了高达390毫米的降雨量。迪安迅速减弱，在数小时内就失去了下层环流，并于次日接触到东马德雷山脉时失去中层环流。风暴残留经过该山脉，以一片广阔低气压区的形式进入东太平洋，然后向北漂流进入加利福尼亚州南部，给圣迭戈县带去了雷暴，沃尔福德湖（Lake Wohlford）有超过50毫米降水，埃斯孔迪多也在90分钟的时间里积累了50毫米降雨量。残留低气压在南加州和亚利桑那州西部上空减弱，最终于8月30日消散。